# NGC 2989
NGC 2989 este o galaxie activă situată în constelația Hidra. A fost descoperită în 1836 de către John Herschel. Se află la o distanță de 59,7 de megaparseci de Pământ.